# Bruchophagus declivis
Bruchophagus declivis is een vliesvleugelig insect uit de familie van de Eurytomidae. De wetenschappelijke naam is voor het eerst geldig gepubliceerd in 2006 door Zerova.